# Beobachtermission
Die Beobachtermission ist eine Form des Einsatzes militärischer Kräfte durch die Vereinten Nationen. Sie ist zu unterscheiden von der Friedensmission und der Friedenserzwingung nach Kapitel VII der Charta der Vereinten Nationen, ihr können aber durchaus solche weiterreichende Maßnahmen folgen (wie z. B. die Friedensmission UNAMSIL, die der Beobachtermission UNOMSIL in Sierra Leone folgte). Wie alle bewaffneten Einsätze der Vereinten Nationen setzt sie eine entsprechende Resolution des UN-Sicherheitsrates voraus, die Art, Umfang und Dauer des Einsatzes festlegt. Eine Beobachtermission der Vereinten Nationen findet nur mit Zustimmung der Regierung des Gastlandes oder aber aller beteiligten Konfliktparteien statt.
Die Beobachtermission besteht aus Militärpersonal, insbesondere unbewaffneten Militärbeobachtern, sofern sie nicht zu den völlig anders gearteten zivilen Wahlbeobachtungsmissionen (z. B. UNOMSA in Südafrika 1994) der jüngeren Zeit zu zählen sind. Die kleineren Beobachtungsmissionen bestehen zwar aus militärischem Personal, werden aber durch die Vereinten Nationen nicht bewaffnet. Die größeren Beobachtungsmissionen sind mit Waffen ausgerüstet, die zur Selbstverteidigung auch einsetzbar sind. Das Ziel jeder Beobachtungsmission ist es, eine Lage festzustellen und Tatbestände zu sammeln. Sie ist neutral, bedarf aber wie die Friedensmission (und anders als die Friedenserzwingung) der Zustimmung des Gastlandes in der sie stattfinden soll, bzw. der Konfliktparteien.